# Indelibly Stamped
Indelibly Stamped es el segundo álbum de estudio del grupo británico Supertramp, publicado por la compañía discográfica A&M Records en junio de 1971. El álbum marcó un cambio drástico en la dirección musical del grupo hacia un sonido rock más convencional. Al igual que su álbum debut, el disco supuso un fracaso comercial, aunque con los años fue certificado como disco de oro en Canadá y Francia. Solo entró en la lista de discos más vendidos de Australia, donde llegó al puesto 53.

## Grabación
Roger Hodgson definió Indelibly Stamped como «el álbum de supervivencia para ponernos en las manos de nuestro representante. No había ningún tema trabajado para el álbum y estábamos flojeando». Kevin Currie, Frank Farrell y Dave Winthrop fueron reclutados para el grupo poco antes de comenzar las sesiones de grabación.
La canción «Times Have Changed» evolucionó a partir de una canción llamada «Times of Rain», que fue compuesta por Richard Palmer-James mientras era miembro del grupo. Rick Davies y Hodgson escribieron una nueva letra para la canción, que fue rebautizada como «Times Have Changed».
El grupo comenzó una gira de promoción del álbum con una serie de conciertos en el P.N. Club de Múnich, Alemania, el lugar donde el grupo ofreció sus primeros conciertos. Davies describió los conciertos en esa época como «realmente rock and roll. Estábamos acostumbrados a que la gente se subiera al escenario y era caótico, esperando que hiciéramos tres bises, pero había carne y patatas detrás del escenario. Más o menos la misma gente venía al siguiente concierto».

## Recepción
En una breve reseña retrospectiva, Stephen Thomas Erlewine escribió para Allmusic que Indelibly Stamped era una mejora con respecto al álbum debut del grupo, pero que eran aun indulgentes con secciones instrumentales muy largas.

## Diseño de portada
La portada de Indelibly Stamped representa el torso y los brazos tatuados de una mujer desnuda. Comúnmente se cree que la modelo era Rusty Skuse, en gran parte debido a un tatuaje en el brazo izquierdo con los nombres «Bill» y «Rusty». Sin embargo, una comparación entre la cubierta del álbum y las fotografías de los tatuajes de Skuse mostraron que no era la modelo. Según Paul Sayce, en un artículo para Tattoo News, la modelo era Marion Hollier, que fue tatuada en Les Skuse Tattoo Studio en la década de 1960. Un artículo publicado en The People poco después de la publicación del álbum también identificó a Hollier como la modelo, quien señaló que le habían pagado 45 libras por el trabajo.

## Lista de canciones
Todas las canciones escritas y compuestas por Rick Davies y Roger Hodgson excepto donde se anota. 
| Cara A |                                |                              |          |  |
| N.º    | Título                         | Escritor(es)                 | Duración |  |
| 1.     | «Your Poppa Don't Mind»        |                              | 3:03     |  |
| 2.     | «Travelled»                    |                              | 4:30     |  |
| 3.     | «Rosie Had Everything Planned» | Frank Farrell, Roger Hodgson | 3:02     |  |
| 4.     | «Remember»                     |                              | 4:14     |  |
| 5.     | «Forever»                      |                              | 5:01     |  |

| Cara B |                          |          |  |
| N.º    | Título                   | Duración |  |
| 6.     | «Potter»                 | 2:24     |  |
| 7.     | «Coming Home to See You» | 4:40     |  |
| 8.     | «Times Have Changed»     | 3:51     |  |
| 9.     | «Friend in Need»         | 2:10     |  |
| 10.    | «Aries»                  | 7:40     |  |

## Personal
- Kevin Currie: batería y percusión
- Rick Davies: voz, teclados y armónica
- Frank Farrell: bajo, piano, piano eléctrico, acordeón y coros
- Roger Hodgson: voz, bajo y guitarra acústica
- Dave Winthrop: flauta, saxofón y coros

## Posición en listas
| País      | Lista             | Posición |
| --------- | ----------------- | -------- |
| Australia | Kent Music Report | 53       |

## Certificaciones
| País    | Organismo certificador | Certificación | Ventas certificadas | Ref.  |
| ------- | ---------------------- | ------------- | ------------------- | ----- |
| Canadá  | CRIA                   | Oro           | 50 000              | [ 3 ] |
| Francia | SNEP                   | Oro           | 100 000             | [ 8 ] |